# Lennart Jelbe
Lennart Erik Jelbe, född 11 november 1939 i Sofia församling i Stockholm, död 26 april 2018, var en svensk tv-producent.
Mellan 1960 och 1987 var han anställd vid Sveriges Television innan han blev frilans med uppdrag från bl.a. Sveriges Television, ATG, Svenska Spel, TV3, TV4, Kanal 5, Jarowskij, Onside, Strix, Baluba, Meter, Nordisk Film m.fl. 
År 1987 startade han tv-teknik- och produktionsbolaget Team Jelbe Production. Team Jelbe ägde ett för tiden stort antal OB-bussar.
Lennart Jelbe är gravsatt i minneslunden på Skogskyrkogården i Stockholm.